# Parishaus

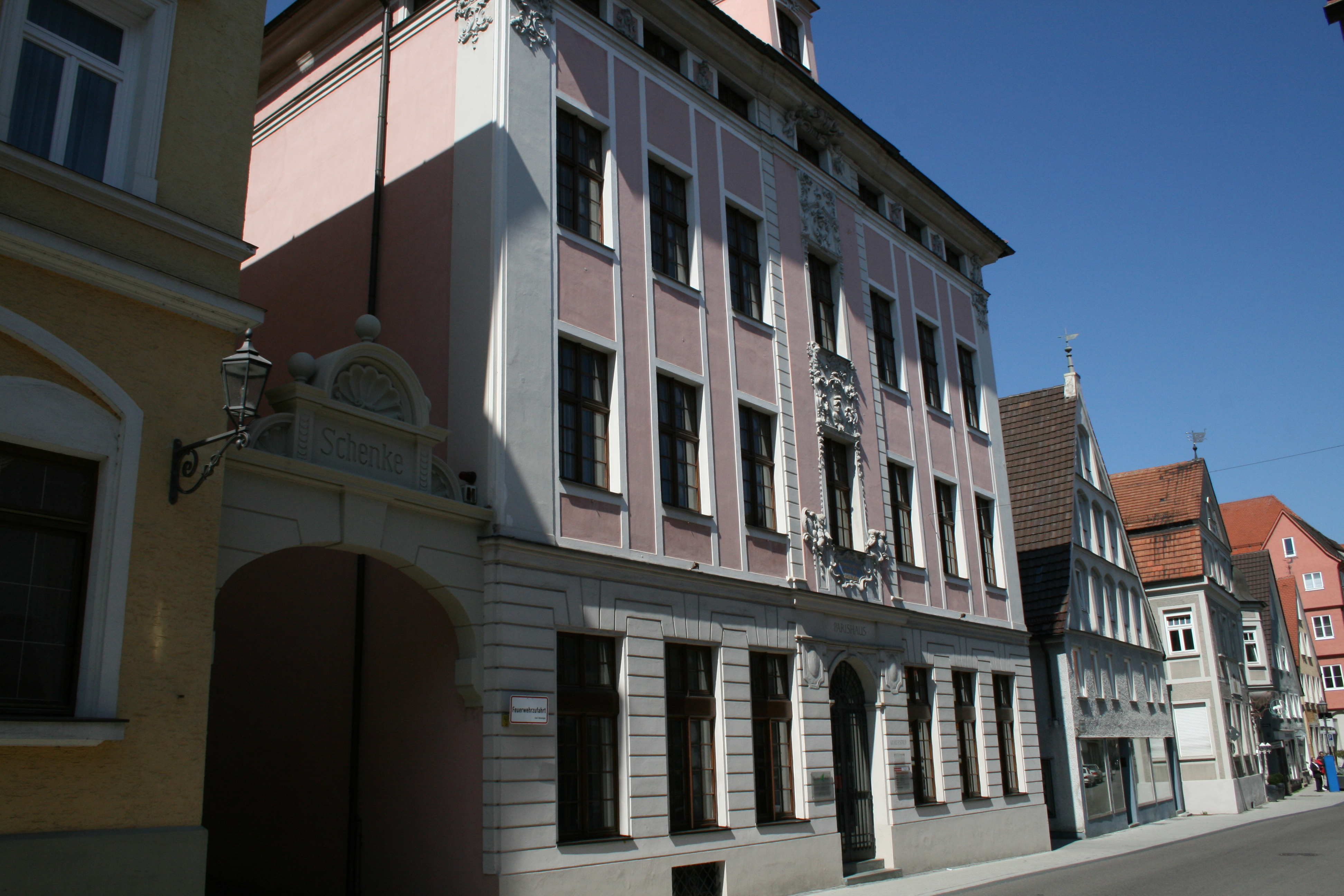
Das Parishaus in Memmingen

Das Parishaus, ehemals von Paris’sches Haus, im oberschwäbischen Memmingen, einer kreisfreien Stadt im bayerischen Regierungsbezirk Schwaben, wurde im 18. Jahrhundert errichtet. Das Haus an der Ulmer Straße 9 ist ein geschütztes Baudenkmal.

## Beschreibung
Das dreigeschossige Eckhaus, bezeichnet „1736“, ist ein palaisartiger Bau mit Walmdach und Rokokofassade. Es wurde ab dem Jahr 1735 durch den aus Wismar zugezogenen Kaufmann Anton Friedrich Paris erbaut. Es wurde in den Jahren 1980 bis 1983 saniert und bietet seither im Mezzanin zeitgenössischen Künstlern ein Forum. Es befindet sich im Besitz der Memminger Wohnungsbau eG (MeWo).
Über der Tür steht die lateinische Inschrift: TEMPORE COLLAPSAS RVRSVS PAX EXSTRVIT AEDES („Der Frieden hat das durch die Zeit zusammengebrochene Haus wieder aufgebaut.“).